# Бегемот (журнал)
«Бегемот» — советский еженедельный сатирический журнал, приложение к «Красной газете». Выпускался книжно-газетно-журнальным издательством «Красная газета» с октября 1924 как продолжение сатирического журнала «Красный ворон», по август 1928, когда он слился с юмористической газетой «Пушка». В 1924—1926 гг. данное издание печаталось на 16 стр., с одноцветными иллюстрациями. С 1927 — на 12 стр., с красочными иллюстрациями.
В объявлении о подписке на журнал, данном в № 11, март 1927 г., напечатано:
| Журнал выходит в большом формате, по образцу лучших многокрасочных изданий, с участием первоклассных литературных и художественных сил. Всем ГОДОВЫМ подписчикам будет дана бесплатная премия: БОЛЬШАЯ ЭНЦИКЛОПЕДИЯ БЕГЕМОТА. Состав сотрудников Бегемота: А. д`Актиль, Б. Антоновский, Л. Бродаты, В. Воинов, В. Волженин, Эммануил Герман, Ис. Гуревич, Н. Денисовский, Доль, Евграф Дольский, М. Зощенко, М. Коварский, В. Козлинский, М. Козырев, Мих. Кольцов, В. Лебедев, Лидия Лесная, Игн. Ломакин, М. Людвигов, К. Мазовский, И. Малютин, А Нератов, Ник. Никитин, А. Радаков, Н. Радлов, К. Рудаков, Ив. Сокол, В. Тоболяков, А. Успенский, Дм. Цензор, В. Черний, К. Шелонский, Б. Шемиот, Вяч. Шишков, А. Юнгер, Г. Эфрос и др.. |

## Тираж
В первые годы — 30 тыс. экз., в 1925 г. достигал 70 тыс., в дальнейшем — 60 тыс. экз.

## Редакторы
Ответственный редактор — М. Лисовский; с № 5 за 1925 г. — Я. Елькович; с № 25 за 1926 г. — П. И. Чагин.

## Деятельность
Редакцией был взят курс на расширение связи с рабкоровским активом. Было поставлена задача создать журнал настоящей рабочей сатиры. Этим облик журнала существенно отличался от «Красного ворона»: как внешне, так и по содержанию. Основными объектами сатиры стали персонажи и социальные группы советской действительности: «совдураки», бюрократы всех мастей, головотяпы, нэпманы, священно-церковнослужители, кулаки, самогонщики, жулики, хулиганы и прочие.

### Сатирические отделы, рубрики, маски
Сатирические отделы, такие как «На приеме у Бегемота», «Страничка читателей», «Радио-Бегемот», «Почтовый ящик», «Из пушек по воробьям» и др. были созданы с расчётом на широкое участие рабкоров. В отделе «Мысли и изречения» использовались письма трудящихся заводов и фабрик. Сотрудники журнала регулярно ездили в деревни, на производство в городе. Полученные материалы входили в отделы «На бегемоторе по области и Союзу», «Бегемот в деревне» и др.
Культурную жизнь города отражали сатирические рубрики «Дела театральные», «Дружеские эпитафии живым режиссёрам» и др.
С самого начала издания журнала на его страницах появился сатирический образ-маска Евлампия Карповича Надькина, созданный художником Борисом Ивановичем Антоновским. Читатели с интересом следили за приключениями «Евлаши» Надькина.

### Мельчание тематики
Однако, постепенно связи с рабкоровским активом слабели. Основанные на злободневных фактах рабкоровские заметки, сигналы, фельетоны, стали постепенно уступать место безобидному юмору и «смехачеству»: рассказам, стихам, анекдотам. Тематика сатиры, её конкретность и злободневность мельчает. Чуть ли не главным объектом насмешек сатириков журнала становится плохой управдом, личная машинистка и т. п. «персонажи». Исчезают отделы, которые составлялись по материалам рабкоров. На замену пришла, как считалось, безыдейная развлекательная юмористика.

### Перестройка после партийной критики
В 1927 г. журнал «Бегемот» подвергается критике партийной и советской общественности, указавшей, в частности, что журнал всё больше ориентируется на отсталых рабочих и мещанские слои населения. В результате критики редакция была вынуждена перестроить свою работу. Сатира, помещаемая в журнале, становится более конкретной и злободневной. Редакция старается расширить связи с рабкорами и читателями-рабочими. Вновь созданы отделы «На приеме у Бегемота», «Страничка читателей», помещаются отчеты с фабрик и заводов. Появились и новые отделы, а также специальные тематические странички, печатающиеся на развороте средних листов журнала. Странички имели газетную (вертикальную) верстку, меняющиеся шапки-заголовки, красочные иллюстрации и т. п. Каждая страничка была адресована конкретному типажу: «дачнику», «курортнику», «купальщику», «охотнику», «домохозяйке», «школьнику», «радиолюбителю». Остросатирический характер имели такие странички, как «Страничка ремонтника», «Страничка изобретателя», «Транспортная страничка», «Страничка торговая», «Страничка о заседаниях», «О печати», «О самокритике», «Портфельная страничка», «Таланты и поклонники», «Страничка о халтуре», «О зелёном змие», «Страничка спорта» и др. Выпускались и тематические номера журнала, например, такие, как «О самокритике», «О вредителях», «Головотяпский», «Нотный» и др.

### Создание театрально-сатирического коллектива
В начале 1926 г. при участии сотрудников журнала был создан театрально-сатирический коллектив «Живой Бегемот».

### Приложения к журналу
Как приложения к журналу выпускались десятки книжек из серии «Библиотечка „Бегемота“», составленные из произведений как сатириков и юмористов, сотрудничающих в журнале «Бегемот», так и других авторов.

### Объединение с газетой «Пушка» и сборник «Энциклопедия „Бегемота“»
Предпринятая перестройка в работе редакции журнала не привела к росту популярности «Бегемота». В августе 1928 г. редакция
«Красной газеты» приняла решение объединить «Бегемот» с другим сатирическим приложением — газетой «Пушка», которая начала выходить при журнале с апреля 1926 г. При этом «Пушку» реорганизовали в журнал, который выходил по март 1929 г. Затем, после реорганизации «Пушки» уже как журнала, с марта 1929 г. по сентябрь 1930 г. выходил журнал «Ревизор».
Подписчикам журнала на 1927 г. редакция выдала бесплатно сборник «Энциклопедия „Бегемота“» — «Бегемотник», составленный из автобиографий и биографий сатириков журнала и из лучших произведений каждого из них.

## Сотрудники
В «Бегемоте» активно сотрудничали не только ленинградские сатирики, но и некоторые сатирики-москвичи. В литературном отделе печатались Н. Агнивцев, А. Амнуэль, М. Андреев, М. Андриевская, Л. Арбатский, А. Бухов, Е. Венский, С. Верховский, В. Воинов, Р. Волженин (В. Некрасов), Э. Гард, Э. Герман, Я. Годин, С. Городецкий, А. Григорович, Ф. Грошиков, А. д’Актиль, Д. Долев, О. Л. д’Ор, К. Еремеев, М. Зощенко, В. Иванов, В. Инбер, С. Карташев, В. Князев, М. Козырев, Н. Копьевский, Б. Левин, Л. Лесная (Л. Шперлинг), И. Ломакин, К. Мазовский, К. Милль (Полярный), С. Нельдихин, А. Нератов, Н. Никитин, И. Окстон, П. Павлов, Ив. Прутков, А. Рабинович, В. Рождественский, Л. Саянский, И. Сокол, А. Стоврацкий, Н. Тихомиров, В. Тоболяков, Ю. Фидлер, В. Финити (В. Христодуло), А. Флит, Д. Цензор, В. Черний (Н. Бренев), Б. Четвериков, К. Шелонский, И. Шехтман (Свэн), В. Шишков, О. Яковлев и др.
В художественном отделе журнала сотрудничали: Б. Антоновский, Л. Бродаты, Э. Григорьев, Н. Денисовский, В. Козлинский, Н. Купреянов, И. Ларионов, В. Лебедев, Б. Малаховский, А. Радаков, Н. Радлов, К. Рудакова, А. Успенский, Я. Фарков, Б. Шемиот, Г. Эфрос, А. Юнгер и др.
Изредка публиковались рисунки Ю. Ганфа, К. Елисеева, И. Малютина, Д. Моора, М. Черемных и других московских художников.

## Аналогичные журналы
В СССР в те же годы издавались аналогичные журналы «Смехач», «Лапоть» и др.